# Sean Olsson
Sean Nicholas Olsson (Beverley, 2 de marzo de 1967) es un deportista británico que compitió en bobsleigh.
Participó en dos Juegos Olímpicos de Invierno, obteniendo una medalla de bronce en Nagano 1998, en la prueba cuádruple (junto con Dean Ward, Courtney Rumbolt y Paul Attwood), y el octavo lugar en Lillehammer 1994, en la misma prueba.

## Palmarés internacional
| Juegos Olímpicos | Juegos Olímpicos | Juegos Olímpicos  | Juegos Olímpicos |
| Año              | Lugar            | Medalla           | Prueba           |
| ---------------- | ---------------- | ----------------- | ---------------- |
| 1998             | Nagano (Japón)   | Medalla de bronce | Cuádruple        |